# 星光
星 光（ほし ひかる、1891年（明治24年）12月）- 1963年（昭和38年）8月14日））は、日本の実業家。小田原急行鉄道監査役、鬼怒川水電理事を務めた。
逓信大臣星亨の養嗣子で長男。妹の長男に独文学者の山下肇がいる。
母方を通して、幕末の豪商として知られる「伊勢八」の七代目・加太八兵衛の出た「加太（かぶと）家」の子孫であり、同じく加太家の子孫である評論家加太こうじとは遠縁に当たる。

## 来歴・人物
1891年、福島錩之助と只女（旧姓、加太）の次男として生まれる。その後、逓信大臣星亨の養嗣子として星家の養子となる。1901年（明治34年）、父亨の死去に伴い家督を相続する。麻布中学を経て、1914年（大正3年）中央大学英法科卒業。同10年欧米各国巡遊する。1926年、赤坂中ノ町の自邸が火事となる。1937年、小田急電鉄監査役に就任。戦後まもなく心臓病で倒れ療養生活に入り、1963年に東京・世田谷の自宅で死去。
宗教は日蓮宗。趣味は銃猟釣登山運動。東京府在籍。

## その他
星文庫（ほしぶんこ） は星亨の旧蔵書コレクションである。万を数えるとまでと言われたコレクションを、明治39年（1906年）星光および遺族より慶應義塾へ委託、大正2年（1913年）に正式に寄贈された。

## 家族・親族

### 星家

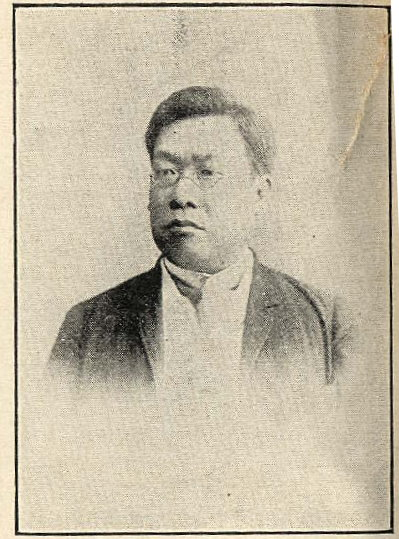
星亨

（東京赤坂中ノ町、神奈川県鎌倉郡鎌倉町）
当家は先代亨より顕る。
- 父・亨（政治家）

1850年（嘉永3年）4月生 - 1901年（明治34年）6月没
- 妻・幸（葛目清司三女）[8]

1893年（明治26年）10月生 - 没
- 長男・登[8]

1913年（大正2年）8月生 - 没
- 長女・松子[8]

1916年（大正5年）2月生 - 没
- 二男[3]

1918年（大正7年）生 -
- 二女[8]

1919年（大正8年）11月生 -
- 三男[8]

1923年（大正12年）12月生 -
- 四男[8]

1925年（大正14年）9月生 -
- 五男[3]

1928年（昭和3年）生
- 六男[3]

1930年（昭和5年）生